# اصطدام (فلم)
اصطدام (بالإنجليزية: Crash) هو فيلم إثارة نفسية من إخراج ديفد كروننبرغ مبني على رواية تحمل نفس الاسم للكاتب جيه جي بالارد.الفيلم من بطولة جيمس سبيدر،ديبورا كارا أنجر،إيلياس كوتياس،هولي هنتر وروزانا أركيت.

## روابط خارجية
- اصطدام على موقع IMDb (الإنجليزية)
- اصطدام على موقع ميتاكريتيك (الإنجليزية)
- اصطدام على موقع الموسوعة البريطانية (الإنجليزية)
- اصطدام على موقع روتن توميتوز (الإنجليزية)
- اصطدام على موقع نتفليكس (الإنجليزية)
- اصطدام على موقع ألو سيني (الفرنسية)
- اصطدام على موقع Turner Classic Movies (الإنجليزية)
- اصطدام على موقع أول موفي (الإنجليزية)
- اصطدام على موقع بوكس أوفيس موجو (الإنجليزية)
- اصطدام على موقع فيلمافينيتي (الإسبانية)